# Чудаков, Евгений Алексеевич

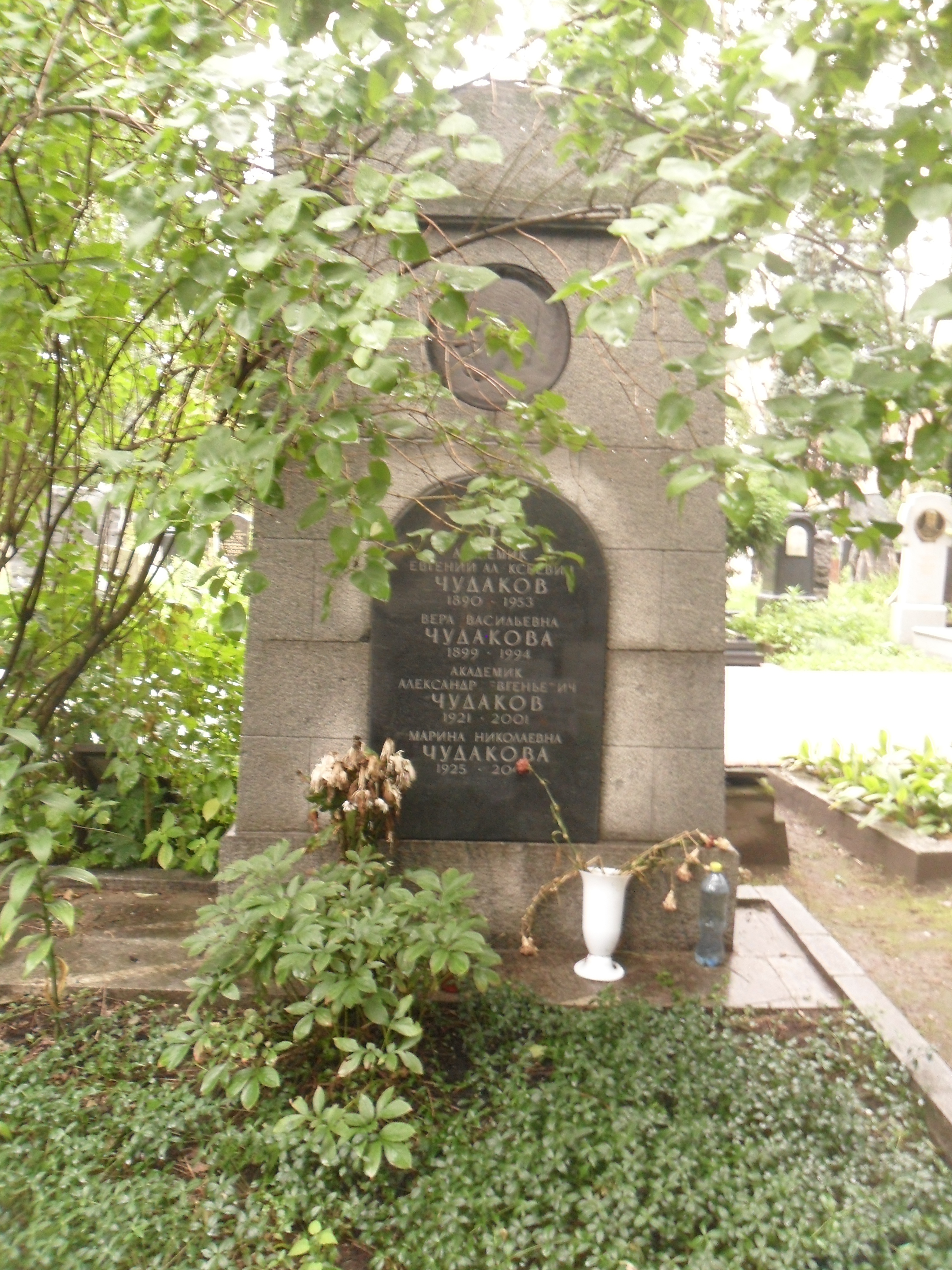
Семейное захоронение Чудаковых на Новодевичьем кладбище.

Евге́ний Алексе́евич Чудако́в (20 августа (1 сентября) 1890 — 19 сентября 1953) — русский советский учёный, специалист в области машиноведения и автомобильной техники, академик АН СССР (1939, член-корреспондент с 1933).
Лауреат двух Сталинских премий второй степени (1943, 1951).

## Биография
Родился 20 августа (1 сентября) 1890 год в селе Сергиевском (ныне город Плавск, Тульская область). Первое начальное образование получил в селе, окончив четырёхклассное училище. В 1909 году экстерном выдержал экзамен за среднюю школу, в августе поступил на механическое отделение Императорского Московского технического училища. Окончив училище в январе 1916 года по специальности «Двигатели внутреннего сгорания» он был оставлен на кафедре автомобилей и лёгких двигателей.
В июле 1916 года был командирован в Англию для закупки и приёмки автомобилей и мотоциклов для Всероссийского земского союза, который участвовал в снабжении армии вооружением и снаряжением. В марте 1918 года вернулся в Россию и сразу приглашён в Автоцентр, а затем в Центральную Автосекцию ВСНХ в качестве заведующего лабораторным подотделом. 15 ноября 1918 года был переведён на должность помощника заведующего Научной автомобильной лабораторией (НАЛ) в научно-техническом отделе (ОНТ) ВСНХ.
В то время в России был всего один автомобильный завод, который работал на импортных деталях. Е. А. Чудаков внёс предложение в ВСНХ РСФСР создать научно-исследовательскую базу по автомобилестроению. Предложение было принято и вскоре он со своими учениками создал теорию автомобиля, а затем была разработана теория устойчивости и управляемости автомобиля. Е. А. Чудаков внёс большой вклад в разработку систем расчёта: нагрев механизма сцепления, расчёт тормозов на нагрев, расчёт карданного механизма и зубчатого зацепления, обеспечивающего минимальный износ шестерён.
Е. А. Чудаков стал критически рассматривать состояние всего машиностроения в государстве и просил создать институт, который мог бы объединить все отрасли машиностроения: теория машин и механизмов, износ деталей, конструирование и расчёт деталей машин, технологию машиностроения.
С 1918 года он стал преподавать (читал лекции по автомобильным дисциплинам) и при этом обращал большое внимание на практические знания и навыки.
Он ввёл звуковой кинокурс по автомобилю, который открывал огромные возможности наглядного пособия тепловых и механических процессов.
Был председателем всесоюзного совета научных инженерно-технических обществ, председателем редакционного совета энциклопедического справочника «Машиностроение», членом главной редакции БСЭ, депутатом Моссовета. Участвовал в комиссиях, осуществлявших экспертизу конкретных вопросов автомобилестроения, например автомобиля ЗИС-101.
С 1936 по 1938 год — заведующий кафедрой «Автомобили» (после реорганизации — «Автомобили и тракторы») Московского автотракторного института имени М. В. Ломоносова.
В 1939 году был избран действительным членом АН СССР.
Вице-президент АН СССР в 1939—1942 годах.
Один из создателей и первый директор Института машиноведения АН СССР (1938).
Похоронен в Москве на Новодевичьем кладбище (участок № 1).
Сын Е. А. Чудакова — известный физик Александр Евгеньевич Чудаков (1921—2001), также академик.

## Награды и премии
- Сталинская премия II степени (22.03.1943) — за многолетние выдающиеся работы в области науки и техники
- Сталинская премия II степени (1951) — за научный труд «Теория автомобиля» (1950)
- Орден Ленина
- Орден Ленина (10 июня 1946)
- орден Трудового Красного Знамени (23.08.1940) — за выдающиеся заслуги в области научно-исследовательской работы по автомобильной технике, в связи с исполняющимся 50-летием со дня рождения и 25-летием научной и педагогической деятельности
- медали

Во время Великой Отечественной войны передал присуждённую ему Сталинскую премию в Фонд обороны:
Дорогой Иосиф Виссарионович!
Сердечно благодарю Правительство за высокую оценку моей работы и присуждение мне премии Вашего имени. Буду и впредь отдавать все свои силы на развитие советской науки и на борьбу с немецким фашизмом. 
Присуждённую мне премию в сумме 100 000 рублей прошу передать на строительство танковой колонны «За передовую науку» 
Желаю Вам крепкого здоровья и бодрости на многие годы. 
 Преданный Вам академик Е. А. ЧУДАКОВ
Примите мой привет и благодарность Красной Армии, Евгений Алексеевич, за заботу о бронетанковых силах Красной Армии. 
И. СТАЛИН
Газета «Известия», 2 апреля 1943 года

### Рекомендуемая литература
- Евгений Алексеевич Чудаков (К 50-летию со дня рождения) // «Изв. АН СССР». ОТН № 9. — 1940
- Клименко Л. Борец за прогресс советского автостроения. (К 50-летию со дня рождения и 25-летию научно-педагогической деятельности акад. Е. А. Чудакова.) // «Машиностроение». — № 208. — 1940.
- Зимелев Г. В., Хрущов М. М. Краткая характеристика научной, педагогической, инженерной и общественной деятельности (Е. А. Чудакова) // Евгений Алексеевич Чудаков (Род. в 1890 г.) / Вступит. ст. Г. В. Зимилева и М. М. Хрущова; Библиография сост. В. В. Морозкиным. — М.; Л.: Изд-во АН СССР, 1947. — 32 с. — (Материалы к биобиблиографии учёных СССР. Серия технических наук, машиноведение. Вып. 1). — 2000 экз.
- Одинг И. А., Зимелев Г. В., Хрущов М. М., Гольд Б. В. Евгений Алексеевич Чудаков // Вопросы машиноведения. Сб. ст., посвящённый шестидесятилетию акад. Е. А. Чудакова». — М., 1950
- Гольд Б. В., Петров В. А. Академик Евгений Алексеевич Чудаков // Е. А. Чудаков. «Избранные труды». Т. 1. — М., 1961.
- Алексеев Ю. Г. Евгений Чудаков. — М.: Московский рабочий, 1983. — 240, [34] с.